# 新アッシリア帝国の軍事史

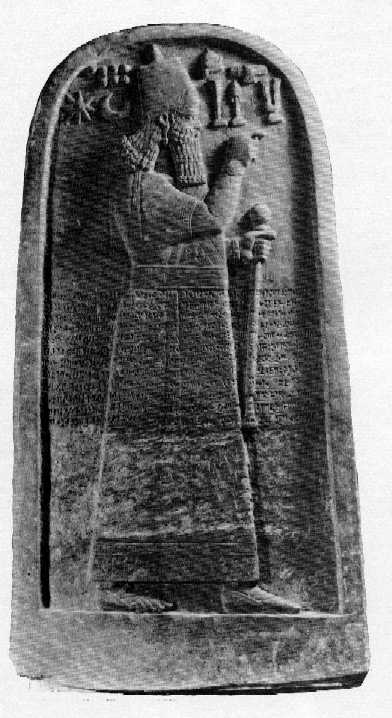
アダド・ニラリ2世はアッシリアを隷属状態から解放するため、敵国との戦争を遂行し、外国勢をアッシリア本国から追放することに成功した。

この項では、古代メソポタミア地方で栄えた新アッシリア帝国の軍事史（アッシリアていこくのぐんじし）について述べる。新アッシリア帝国は戦車、騎兵などを駆使したほか、攻城戦における破城槌（はじょうつい）の使用、属国からの補助兵の徴集など、当時においては他国を優越する戦争能力によりオリエント世界を席巻したが、末期になると相次ぐ内戦や諸外国からの攻撃により滅亡した。

## 概要
新アッシリア帝国は紀元前10世紀に勃興した。アッシュル・ナツィルパル2世は、征服戦争において堅実な戦略を活用した功績があると見なされている。国境の防衛を目指す一方で、レヴァント地方への遠征が好例だが、彼は経済的な利益を守る手段として、遠く敵国の内部まで攻め込んだ。その結果、それぞれの地域の経済力がアッシリアの戦争態勢を支えることになった。
アッシュル・ナツィルパル2世の跡をシャルマネセル3世が継いだ。彼は、その35年の治世のうち、実に31年にも及ぶ遠征を繰り返したが、彼は祖先の成果に及ぶことはできず、彼の死後、アッシリアの支配は弱体化した。
後にアッシリアは、ティグラト・ピレセル3世のもとで復活を遂げた。彼は、アッシリアを近東における最強の国家として復活させ、しかもこの地域で初めてとなる、帝国としての性質を帯びた体制へと変容させた。やがてシャルマネセル5世やサルゴン2世、センナケリブのもと、アッシリアによるさらなる遠征が行われたが、これらは単に敵国を征服するためだけではなく、将来的にアッシリアの国力をそぐであろう敵国の能力をあらかじめ打ち砕くことも目的としていた。このように財政負担の重い戦闘が吹き荒れると、アッシリアの人的資源も大量に消費されていった。エサルハドンは下エジプトの攻略を引き継ぎ、その後継者アッシュルバニパルは上エジプトを征服した。
しかしながら、アッシュルバニパルの治世の終わり頃には、アッシリア帝国は逃れようのない衰退期に入った。何年にもわたり続く戦闘の重い負担と、それに引き続く絶え間ない（そして完全に服従させることができない）反乱を前にしては、アッシリアの軍事資源が枯渇するのも時間の問題であることは明らかだった。帝国周辺地域を喪失することは、その地域から召集できる属国同盟軍の喪失をも意味した。紀元前605年までには、独立した政治体制としての新アッシリアの記録は歴史から消えた。

## 背景
アッシリア帝国は、歴史上の最初の軍事大国と言い表されてきた。メソポタミアは、歴史上の最も古い戦闘の記録が残る場所である。実際、最も古い記録として、ラガシュとウンマの間で紀元前2450年に行われた戦闘が残っている。ただしそこには、メソポタミアにおける他の多くの記録と同様に、フィクションの要素が含まれている。ラガシュの支配者エアンナトゥムは、敵国ウンマを攻撃するよう、ニンギルス神に鼓舞された。この二国はそれぞれの国境沿いにおける小競り合いと侵入に巻き込まれた。エアンナトゥムは勝利したが、彼は目に矢を受けた。戦闘が終わると、彼は勝利を祝うためにハゲタカの石柱を建てた。

### アッカドと古アッシリア
伝説によれば、メソポタミアで、とある庭師がカゴの中に入っている赤子を発見した。それが、後にアッカド帝国の最初の統治者となるサルゴンになったという。やがて彼はアガデの街を建設すると、5400人の兵からなる軍を興し、今日のイラクの大部分を征服した。彼の碑文では、34の勝利と5400人の男がサルゴンを前にパンを食べたことを誇っており、膨大な兵力を集めることやその兵士たちからの服従（そしてもしかすると　常備軍の創設も）の実例となっている。サルゴンの軍は後の王たちのものに比べると小さなものだったが、当時の他国よりも大規模で、かつ、槍と飛び道具を組み合わせて用いるなど洗練されたものだった。その帝国を切り拓くに当たっては、いかなる抵抗も青銅の剣と四輪戦車であしらった。帝国は、（少なくとも一時的には）地中海沿岸地域の一部とアナトリア、イランの西部をも支配した。都市の包囲戦は問題にならなかった。なぜなら、サルゴンの時代の都市の城壁は泥でできていたからである。サルゴンはその碑文の中で、それらの城壁を破壊したことを誇らしげに書いている。
古アッシリアの最初の王トゥディヤはエブラのイブリウムと同時代だった。古アッシリアは紀元前3000年紀の後期、アッカド帝国の時代から発展し始めた。イルシュマ王（紀元前1945～1906年）の統治の下、アッシリアは強国となった。イルシュマ王は小アジアに商業植民地を建設したほか、南メソポタミア地方にあるイシンや他のシュメール・アッカド国家を攻撃した。

### 中アッシリア
シャムシ・アダド1世（紀元前1813年～紀元前1791年）及びその後継者イシュメ・ダガン1世（紀元前1790年～紀元前1754年）のもと、アッシリアは北部メソポタミアと小アジア・北部シリアを支配する地域帝国の中心地だった。紀元前1365年から紀元前1076年にかけてアッシリアは大帝国そして世界的強国として成長し、エジプトと競り合った。例えばアッシュル・ウバリト1世（紀元前1365～1330年）、エンリル・ニラリ（紀元前1329～1308年）、アリク・デン・イリ（紀元前1307～1296年）、アダド・ニラリ1世（紀元前1295～1275年）、シャルマネセル1世（紀元前1274～1245年）、トゥクルティ・ニヌルタ1世（紀元前1244～1208年）、アッシュル・レシュ・イシ1世（紀元前1133～1116年）やティグラト・ピレセル1世（紀元前1115～1077年）などの王たちは帝国を強化していき、その全盛期には地中海からカスピ海、そしてコーカサス山脈からアラビアまでに至るようになった。紀元前11世紀及び紀元前10世紀は、大きな地殻変動と人々の集団移動により、全ての近東・北アフリカ・コーカサス・地中海・バルカン半島地方にとって暗黒の時代だった。アッシリアが明らかに弱体化していたにもかかわらず、その兵士は当時世界最強であり、国の中心部は依然として強固に防衛された。この時代、アッシリアはその安定した君主制と安全な国境により、潜在的な敵国、例えばエジプト、バビロニア、エラム、フリュギア、ウラルトゥ、ペルシア、メディアなどの諸国家よりも強力な立場にあった。
この時期のアッシリア軍についての情報を整理するのは難しい。アッシリア人は古アッシリア帝国と中アッシリア帝国という２つの時期に独立を確立できた。中アッシリアの時代には、征服活動の過程でバビロンにまで到達した。しかしながら、部隊の運用を含む軍事行動は、農民が畑への種まきを終えた後に可能だった。そのため、王が遠征できる期間は、収穫の時期までに限られていた。結局、軍事遠征ができる期間は1年のうちで数か月に限られていたのである。このため、軍隊は敵国を征服しても、その広大な土地を休ませざるを得なかった（そしてそれゆえ、彼らの敵国が回復するのを許した）。そして実際に敵が回復することがわかっていても、彼らは征服した土地に軍隊を長期間駐留させることができなかった。

## 軍の編成
アッシリア軍の階級制度は　当時のメソポタミア地方における軍隊の典型的なものだった。王の支配は神によって正当化されており、王は帝国全軍の指揮官となった。遠征するに当たって王は、自らが戦場に行く必要がない、あるいはそうせざるを得ない場合には、王の代わりとなる上級将校を任命した。新アッシリア帝国は戦争に様々な仕組みや兵器を利用した。この中には戦車や騎兵、攻城兵器が含まれる。

### 改革前夜

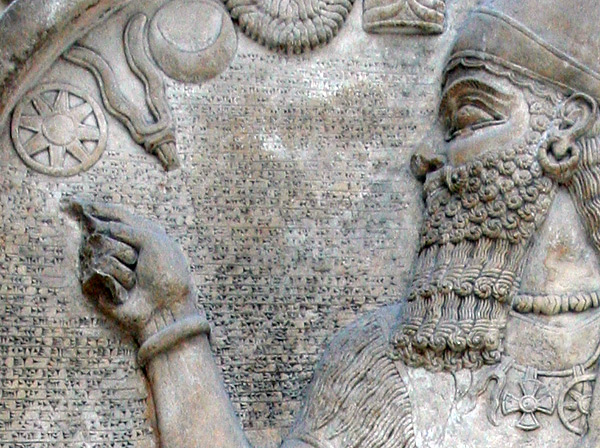
アッシリア軍改革前の最も偉大な軍事指揮者、アッシュル・ナツィルパル2世

ティグラト・ピレセル3世による改革以前においては、アッシリア軍は当時のメソポタミア地方の他の軍隊と非常に似ていた。兵士たちは主に召集された農民であり、収穫期には畑に戻る必要があった。職業的兵士は、王あるいは他の貴族や高級官僚を守るわずかな護衛隊に限られていた。だが、これらの護衛隊は、緊急時を除いては戦場で実際に戦闘に参加したり、消耗したりすることはなかった。
アッシリア軍は非常に大規模になることができた。シャルマネセル3世はかつてシリアに対する遠征の中で12万人の軍を動員したことを誇っている。このような規模の軍隊をつくるためには、征服した国の民から動員する必要がある。また、大規模な軍隊の維持のためにはより多くの食料と供給を必要とする。このため、アッシリアは遠征を開始するにあたり、必要な物資をあらかじめ準備した。

### 新たな遠征への準備
新たな軍事遠征への準備のためには、まず始めに、そして最も重要なこととして、指定された拠点に部隊が集まる必要があった。アッシリアでは、指定場所にはニネヴェやカルフ（ニムルド）、あるいはコルサバード（ドゥル・シャルキン）も含まれた。時に、遠征目的地に応じて集合地点は変更された。知事たちは、小麦や油などの軍事物資を集めるよう指示されたほか、必要な人員の召集も要求された。とりわけ臣下に対しては、アッシリア王への貢納の一部として、適切な時に部隊を派遣することが求められ、到着しない場合はほぼ確実に、反逆行為と見なされた。
王と護衛隊が到着すると準備段階は終わり、軍隊は遠征の目的地へと移動を開始する。軍隊は、秩序を保ちながら行進した。先頭を、神を表す軍旗が歩く。これは、アッシリア王が彼らの主神アッシュルの下僕であることを知らしめるものだ。これに続くのはアッシュル神の謙虚な下僕である王であり、軍の精鋭である戦車部隊と騎兵隊に支援された護衛兵に囲まれて進む。その後を歩兵が進んだ。アッシリアの部隊と、征服された民による兵士が続くのである。これに攻城兵器、補給部隊、そして非戦闘員が続くこともある。このような配置は、後方からの攻撃に対して非常に脆弱である。ある縦隊は、1日に30マイル（約48.3km）進むことができた。そのような速度による行軍は、敵を驚かせるとともに、恐れをなして降伏させることを目的としていた。

### ティグラト・ピレセル3世による改革

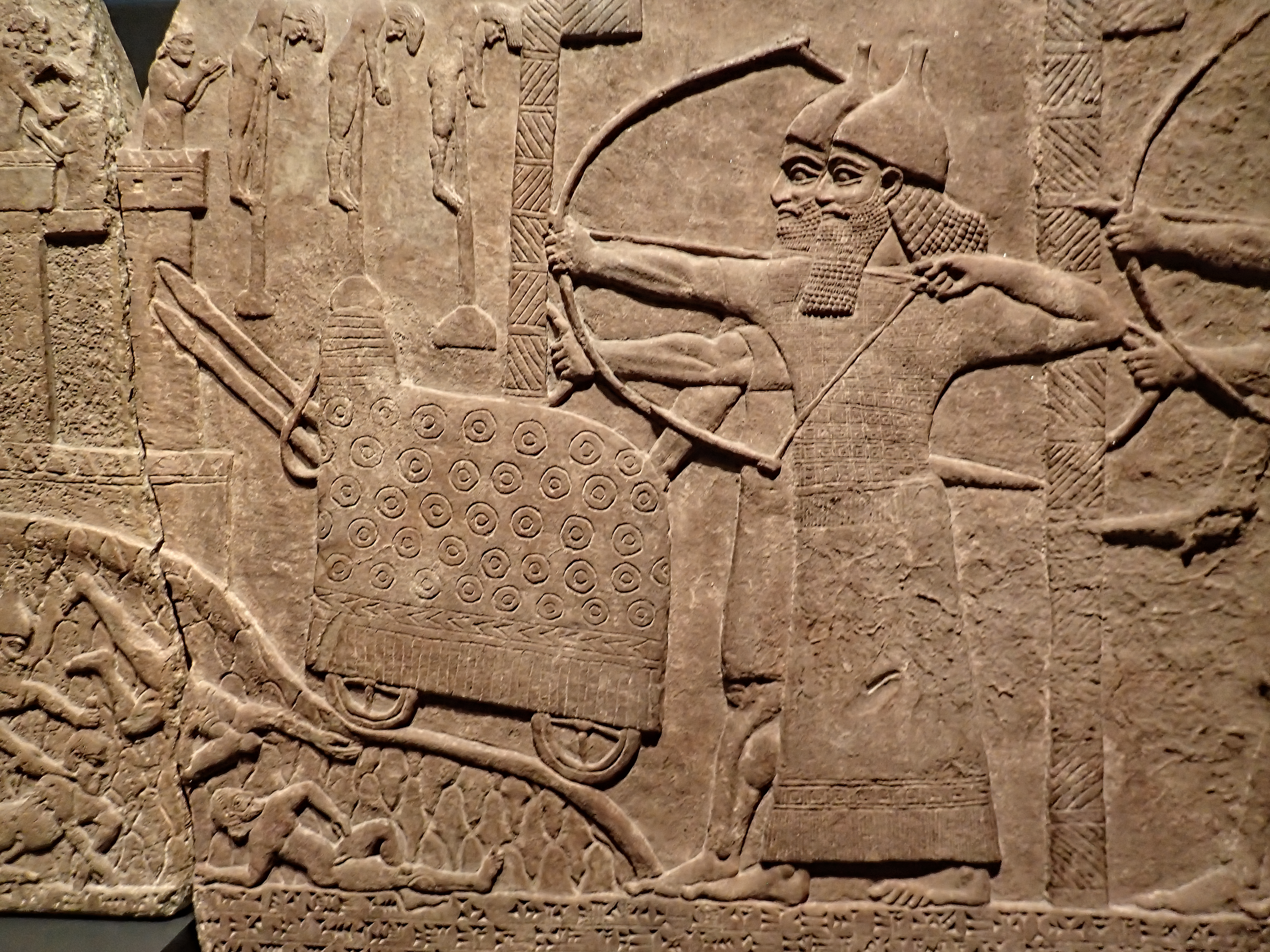
ティグラト・ピレセル3世の部隊を描いた浮き彫り。背景に、攻城兵器がある。

やがて、アッシリア軍の弱点が露呈し始めた。戦いに次ぐ戦いで重要な兵士が全滅していく一方で、季節による制約のため、決定的な勝利を得ることができないまま短期間のうちに兵士たちを自分の畑に帰さざるを得なかった。帝国は地中海からペルシア湾にまで拡大することもしばしばあったが、帝国の拡大に伴い発生する問題に、紀元前8世紀半ばまでのアッシリアの徴集兵ではうまく対処することができなかった。
全ては、ティグラト・ピレセル3世が王になった紀元前745年に変わった。アッシリアの行政効率を高めた後、彼はアッシリア軍の改革にも着手した。彼の改革において最も重要な点は、常備軍を導入したことである。これには多数の外国人兵士が含まれていたが、彼らもアッシリア人兵士の中に編入された。これらの兵士は属国からの貢納として、あるいはアッシリア王からの要求に応じて提供された。彼らにはアッシリアの装備と軍服が供給された。これにより、誰が外国人であるか、互いに見分けが付かなくなった。もしかするとこの措置により、アッシリア兵士としての一体感が生み出されたかもしれない。常備軍における歩兵には大量の外国人（アラム人や、ギリシア人さえも含む）が採用された一方で、騎兵や戦車部隊は、アッシリア人が多数を占めた。しかしながら例外もあったし、死傷者が増えるにつれて、追加の部隊を歓迎しないわけにはいかなくなった。サルゴン2世は、イスラエルの戦車部隊を60組、自軍に編入したことを伝えている。

### 移動と通信

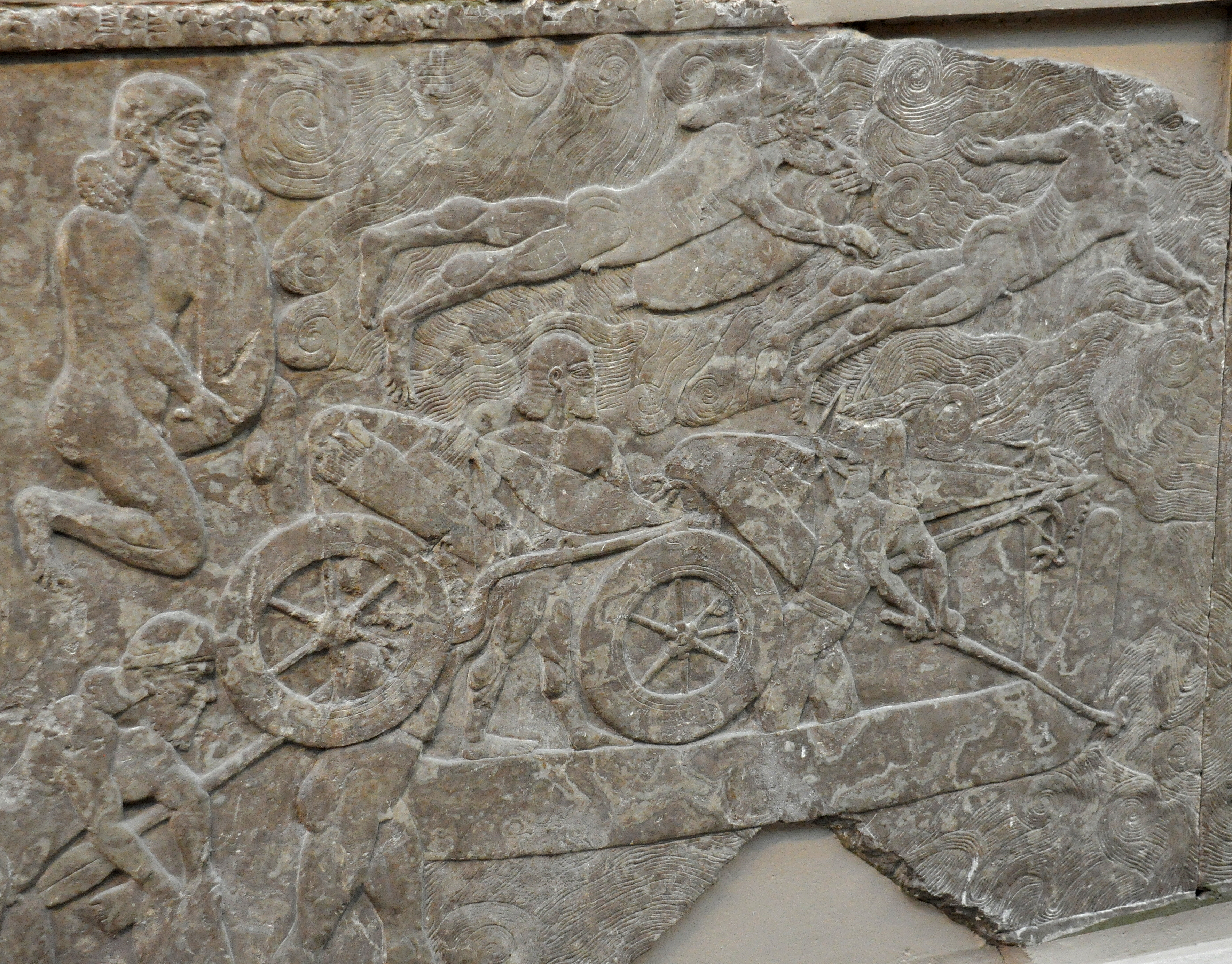
川（おそらくユーフラテス川）を渡るアッシリア軍。泳ぐ兵士がいる一方で、他の兵士は船上の戦車に乗っている。アッシュルバニパルの治世、紀元前865年～紀元前860年頃。ニムルド出土、現在は大英博物館に収蔵されている。

アッシリア帝国の興隆とともに、交通と通信分野において新たな需要が生まれた。新アッシリア帝国が発展する前の時代において、メソポタミア地方における道路は、地元民によって踏み固められた小道に過ぎなかった。しかしながら、次々と起こる反乱の鎮圧のために軍が常に動き回る帝国において、この道路状況は適切なものとは言えなかった。帝国中に道路網を築き、管理・維持したのはアッシリア人が初めてである。規則的に駅を配置し、使者が休息やラバを交替することができる国家通信網が確立された。これらの制度は、やがてペルシア人がこの仕組みを彼ら自身の帝国において広める基礎となっていった。
起伏の多い山々を切り拓いて道路が通され、移動時間が大幅に短縮した。技術者たちは、石で敷き詰めた舗装道路を作った。それは偉大な都市アッシュルとニネヴェへとつながっていき、アッシリアの国力を外国人に見せつけた。紀元前2千年紀には、木製の橋がユーフラテス川に架けられ、紀元前１千年紀までには、ニネヴェとアッシュルには石造りの橋ができ、これらはアッシュルの富の証となる。道路の建設と輸送の増大により、帝国内の広範囲を物資が流通するようになり、アッシリアでは遠方の戦争にも物資の供給が可能になっていった。もっとも、アッシリアの部隊の高速な移動を可能にした道路網は、敵の部隊の移動をもまた、高速化することとなる。

### ラクダの使用
アッシリア人は史上初めて、軍事物資の運搬のためにラクダを使った。ラクダはロバよりも役に立った。なぜならラクダは5倍の荷を運ぶことができるのに、必要とする水の量はロバよりも少なかったからである。ラクダは紀元前1000年よりわずかに前、新アッシリア帝国勃興の直前に初めて家畜化された。最初に家畜化されたラクダは、ヒトコブラクダであった。

### 車輪付きの乗り物

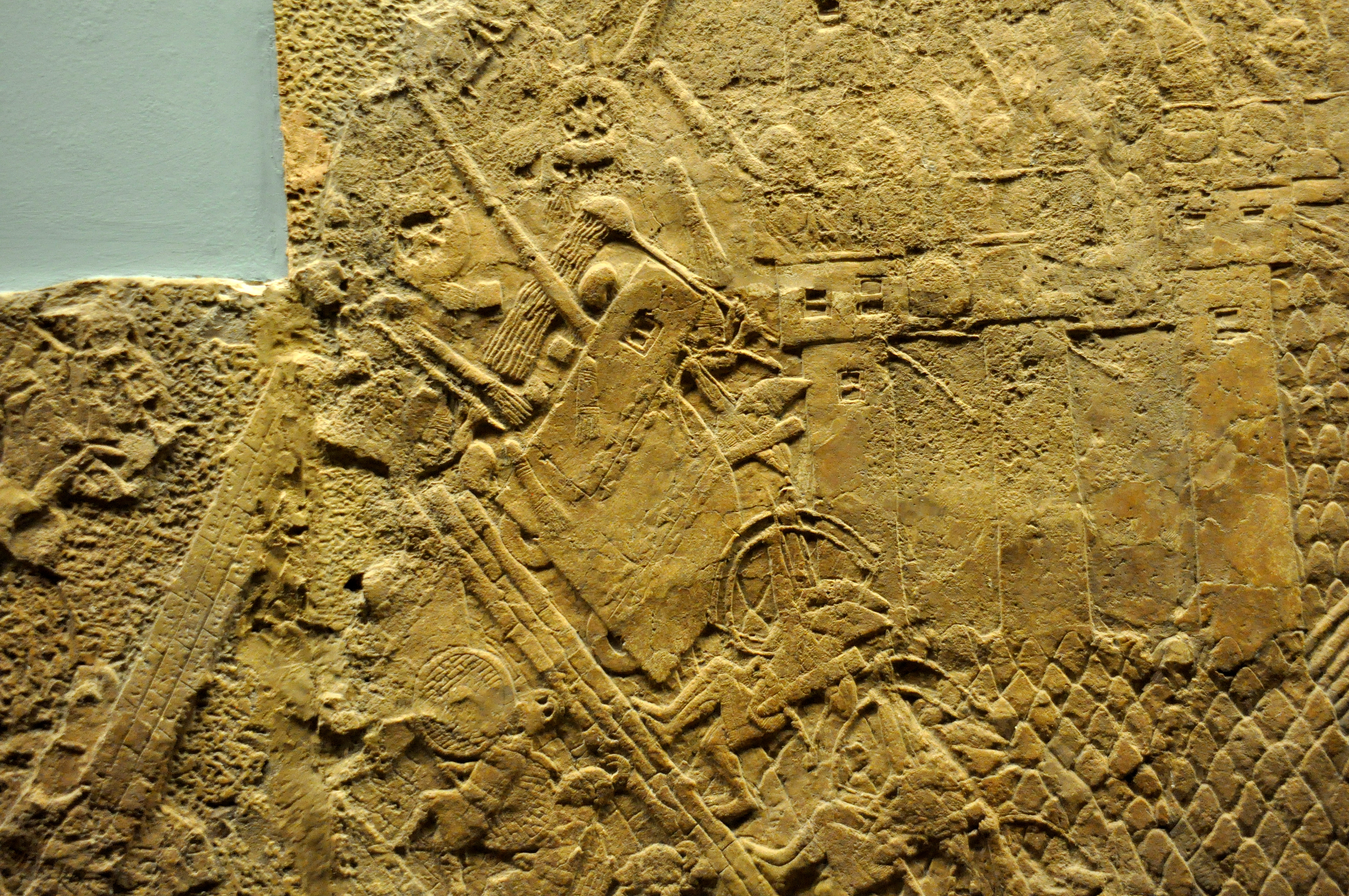
ラキシュの城壁を攻撃しているアッシリアの攻城兵器。高所に対する波状攻撃を描いた浮き彫りの一部。センナケリブの治世中、紀元前700～692年頃に作製された壁の浮き彫り。イラクのニネヴェ出土、現在は大英博物館に収蔵されている。

伝統的に、シュメール人が紀元前3000年以前のある時点で車輪を発明したとされている。しかし、ウクライナの黒海地方でインド・ヨーロッパ語族が起源だということを支持する証拠が増えてきている。いずれにせよ、銅や青銅、後には鉄による金属製のタイヤを大規模に生産したのは、アッシリア人が史上初めてと言ってよい。金属で覆われた車輪は、耐久性の面で優れていた。

### 武器

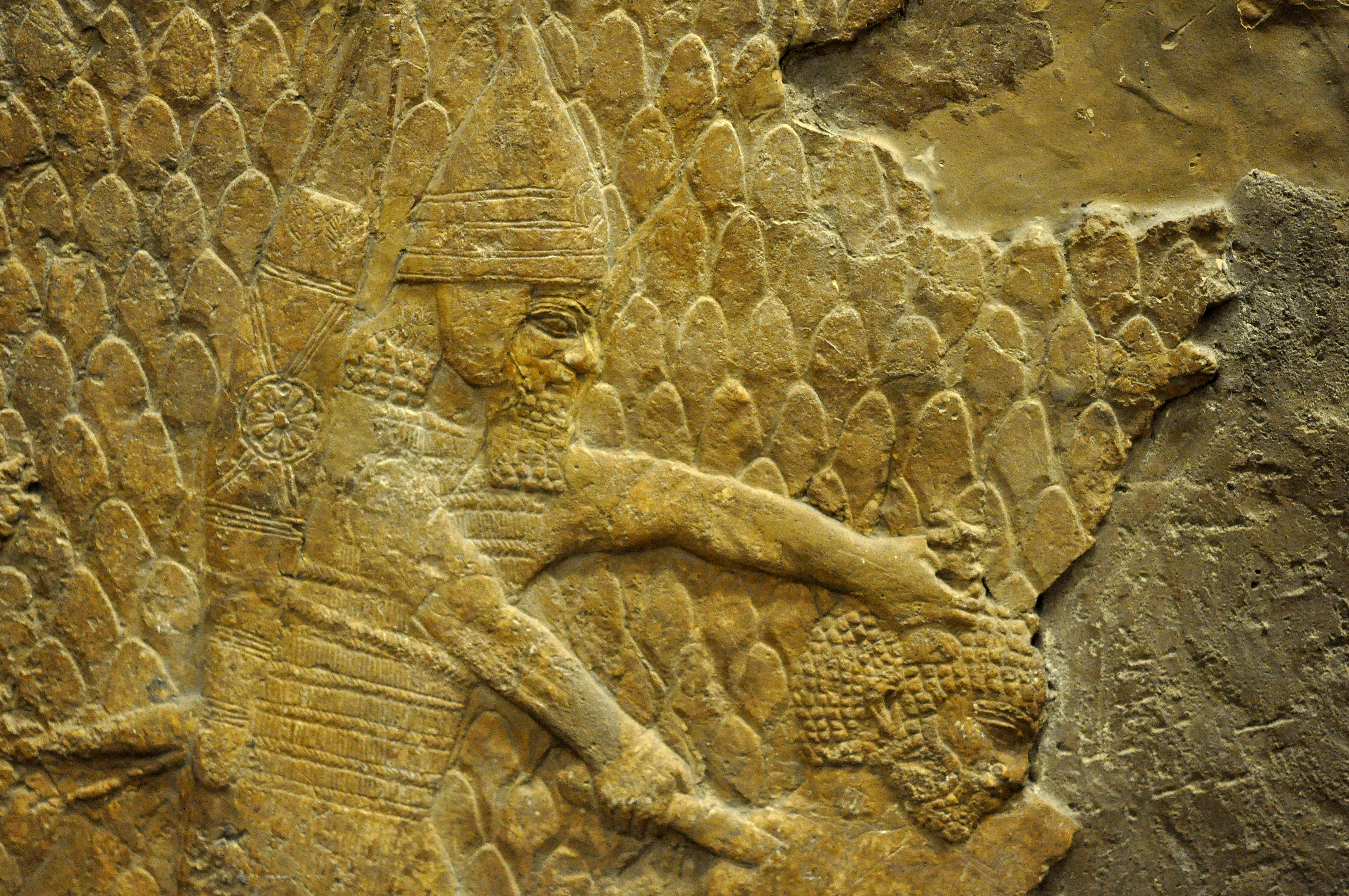
アッシリア軍の兵士が短剣を用いて、ラキシュの捕虜の首をまさに切ろうとしている。センナケリブの治世中、紀元前700～692年頃に作製された壁の浮き彫りの一部。イラクのニネヴェ出土、現在は大英博物館に収蔵されている。

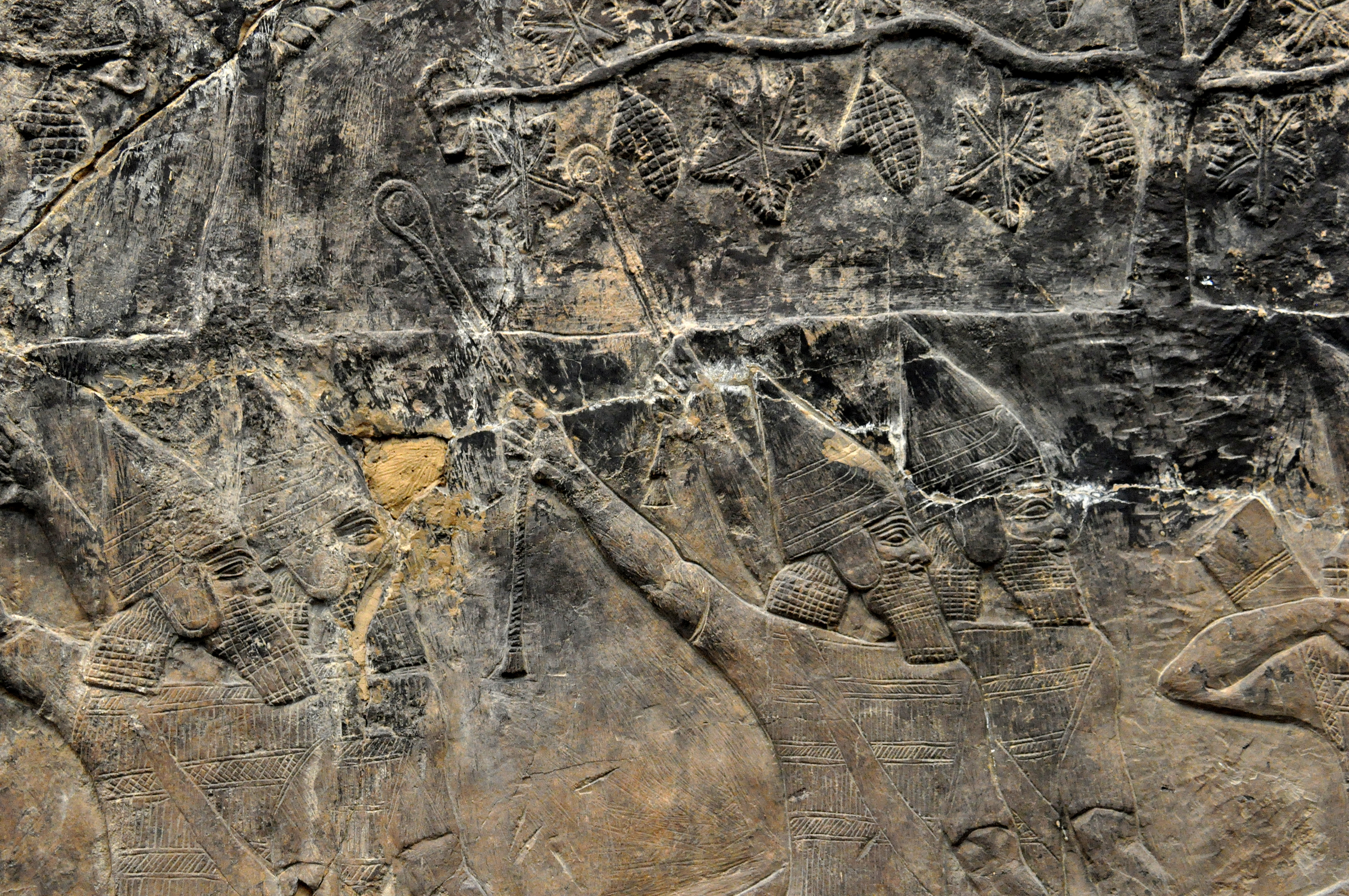
都市alammuの敵兵に石をなげつけるアッシリアの投石兵。センナケリブの治世中、紀元前700～692年頃に作製された壁の浮き彫りの一部。イラクのニネヴェ出土、現在は大英博物館に収蔵されている。

- 木の柄と殺傷力のある鉄の穂先から成る槍。全長5フィート（約1.524メートル）
- 近距離戦闘用の鉄剣
- 喉を切り裂くための短剣
- 盾による防御を破るための投げ槍
- 投石器
- 弓矢

### 戦車

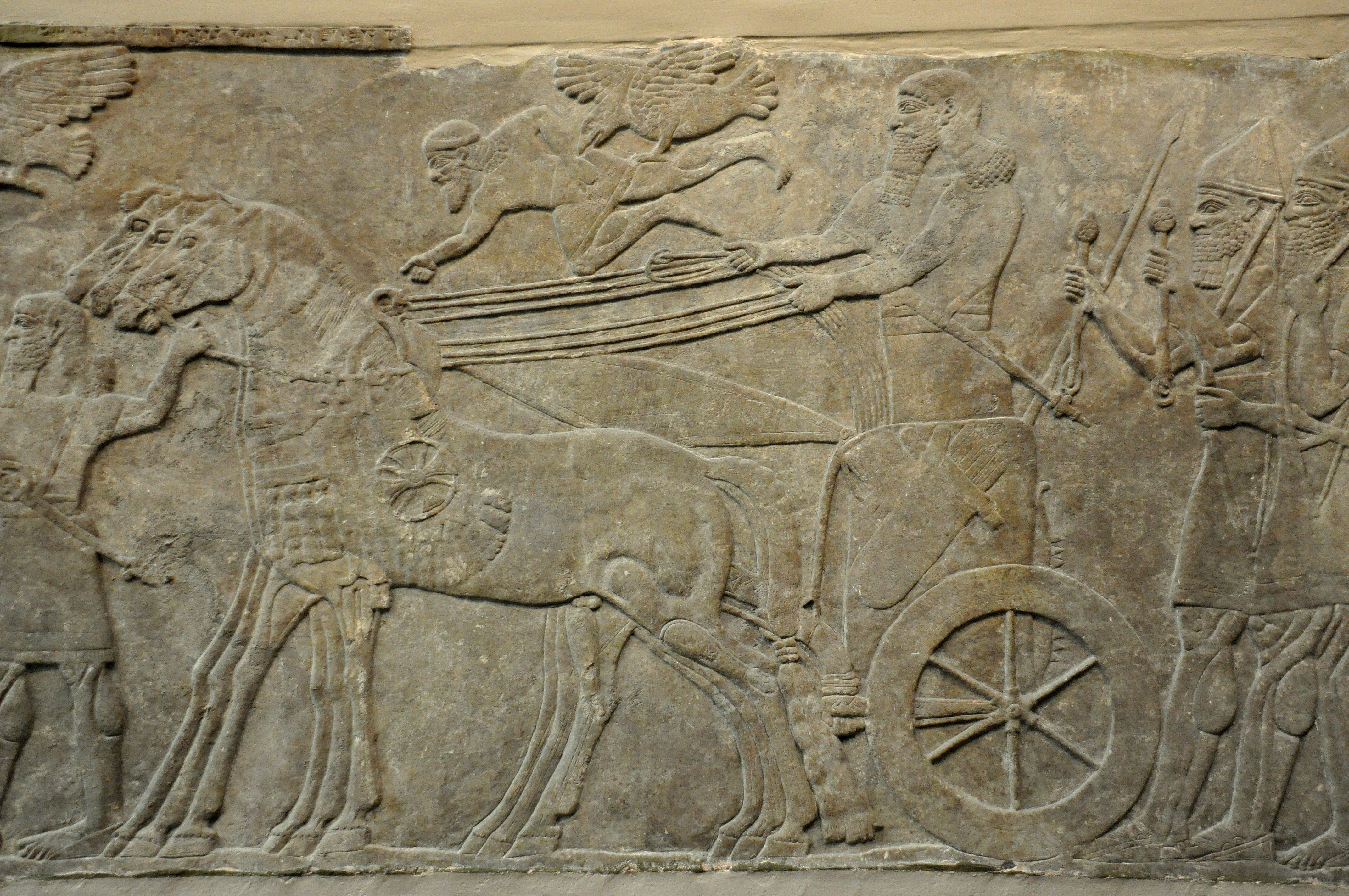
アッシリアの戦車。アッシュルバニパルの治世、紀元前865～860年頃。ニムルドから出土した石膏の壁画の一部。現在は大英博物館に収蔵されている。

アッシリア軍の中核は、戦車にあった。戦車は速く、そしてとても操作しやすい乗り物だった。戦争における戦車の使用は、統制の取れた軍隊に似ていた。敵の側面における機動作戦により敵軍を分断し、あるいは戦場から逃走させ、戦場を支配した。通常、戦車は2～3頭の馬、2つの車輪が付いた台座と2人の兵士から構成されていた。兵士の１人が手綱を操る一方で、もう1人の兵士が敵の部隊めがけて矢を放つのである。戦車の使用は、その威力を効果的にする、比較的平らな一定の戦場に限られていた。古代エジプト人とシュメール人はこのようにして、機動力のある射撃台あるいは機動性のある指揮拠点として戦車を使った。高所から視野を得ることで、各部隊がどのように戦っているか、地面にいる時よりはいくらか少し、全体を見渡しやすいからである。また、戦車の動きは速く、簡単に動かすことができたので、戦場のあちこちへメッセージを送るという使い方もあったほか、アッシリア王がその富と権力を誇示する目的でも使われた。
しかし、紀元前一千年紀には騎兵が台頭し、紀元前7世紀までには戦車の任務はもっぱら戦闘のみになっていった。２～３頭の馬から成る軽量の戦車は、後にアッシュルバニパルの治世には、重量のある4頭立ての戦車へと改良された。そのような戦車は、４人まで載せることができた。また、重戦車は新たに、戦闘の過程で敵陣を粉砕して歩兵を蹴散らす役割を担うようになった。そして戦車隊がつくった隙間にアッシリア軍の騎兵と歩兵が突入し、敵を徹底的に打ち破ることで、戦場を支配した。

### 騎兵

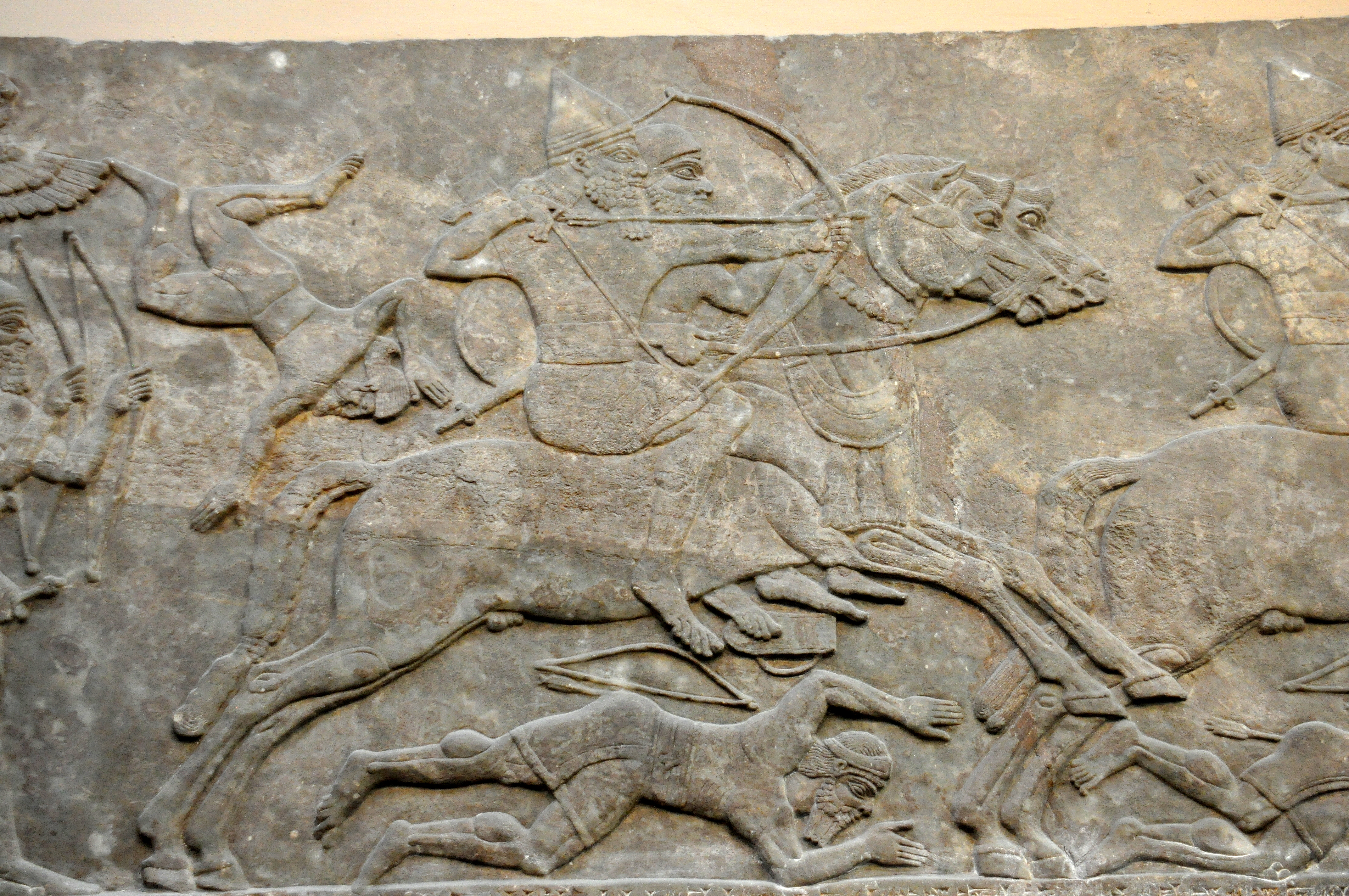
敵に突撃するアッシリア軍の騎兵。アッシュルバニパルの治世、紀元前865～860年頃。この時代、騎兵は比較的新しい戦術だった。ニムルドから出土した石膏壁画の一部。大英博物館収蔵。

騎兵の使用は、荒れた山岳地帯における、今までとは異なる新しい敵への遭遇の結果によって生まれた。そのような荒れ地では戦車を用いることができず、新たな戦術を生み出す必要があった。騎兵は、戦車部隊のように活躍した。敵を恐れさせ、鎧を身につけ、戦場を支配して戦いの行方を変えることができる、兵士のエリート階級だった。騎兵部隊は、軽量の鎧、槍、そして弓矢で武装されていた。紀元前9世紀における騎兵の運用は、戦車部隊のようなものだった。２頭の馬が組になり、一人の兵が手綱を握り、もう一人の兵が遠距離の武器を使う。およそ2世紀にわたって、アッシリア人は騎兵の活用技術を習得していった。しかしながら、アッシリア人の試みに困難がなかったわけではない。弓騎兵が用いられたが、弓と手綱を同時に扱うことはできなかった。その結果、アッシュル・ナツィルパルの騎兵は二人一組で描かれており、一人が二頭の手綱を握り、もう一人が弓矢を放っている。アッシリア人は、槍騎兵として配置された時には、弓騎兵ほどの困難さを経験しなかった。ティグラト・ピレセル3世の時代にもアッシリアの騎兵は二人一組での運用が続いたが、このときはそれぞれの騎兵が槍を持ち、自分の馬を操った。紀元前7世紀までには馬上のアッシリア兵は弓と槍で武装し、薄片鎧で身を固めた。一方、その馬は布製の鎧を身につけるようになり、限定的ではあるが、至近距離での戦闘と飛び道具に対する防御に効果を上げるようになった。騎兵は、帝国後期におけるアッシリア軍の中核を構成するようになった。騎兵は戦場を支配することができたが、敵の部隊を分断しようとする時に弱点を一つ抱えていた。それは、長槍である。長槍を用いることで、守備側はその戦線を崩すことなしに、安全な距離から騎兵部隊の脅威を取り除くことができた。
アッシリア人であれ他のメソポタミア人であれ、紀元前9世紀になるまでは、すなわちその使用が言及されるトゥクルティ・ニヌルタ2世の治世までは、騎兵はほとんど用いられることはなかった。それ以前は、アッシリアを襲う多くの遊牧民やステップの戦士たちが騎兵に頼っていた。アッシリア人は、この機動力のある敵を迎え撃つ必要があり、かつ、これらの敵（とりわけイランの住民）への対応に疲れ果てていた。最も影響があったのは、もしかするとイランのメディア人の騎兵かもしれない。彼らの襲撃が、エラム王国を倒すべく、アッシリア軍における騎兵部隊創設の試みへとつながっていった。
大きな騎兵部隊はアッシリア人の配置を必要とする。ある部隊は何百人、あるいは一千人の騎手から成った。また、継続的な馬の補給なしにはアッシリアの戦争装置が崩壊していたであろうことに、疑いはない。アッシュルバニパルの軍事遠征により、帝国は恐ろしいほどの数の犠牲者に苦しむようになった。アッシュルバニパルの死後に反逆者が相次いだが、このことが、必要とされる馬やその他の戦争物資の貢納ができる臣下の数を減らすことにつながり、結果として帝国の崩壊をもたらすことになったのかもしれない。馬は非常に貴重な戦争資源であり、馬の適切な供給がなされているかどうか、アッシリア王自らが関心を寄せて監督したほどであった。馬の主な供給源は３つある。
- 例えばスキタイ人やその他のステップの民から馬を奪う意図でなされる襲撃
- 属国からの貢納
- 馬の生産を監督して王に報告する高官[27]

馬は周辺部にある属州から引かれてきて、やがて戦争に行くこととなっていた新兵によって調教された。

### 歩兵

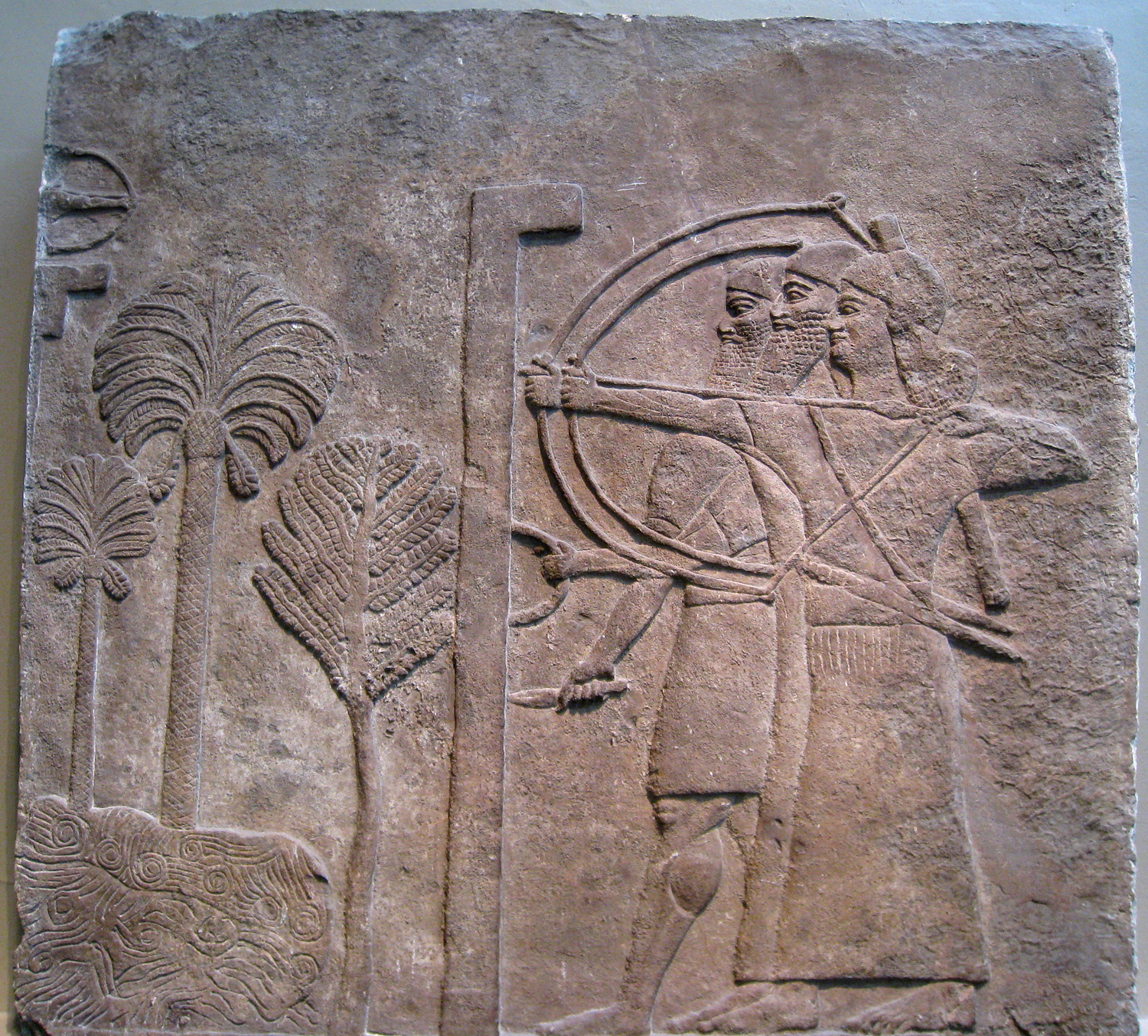
盾による護衛を受けながら狙いを定めるアッシリアの弓兵

騎兵が最も高価で効果的な兵種であったのに対し、アッシリア帝国の歩兵は比較的安価で数も多かった。例えば包囲戦で、騎兵による機動力に何の利点もない場合など、正しく用いれば歩兵は最も効果的な兵種であった。アッシリアの歩兵は、生粋のアッシリア人と、補助兵、槍兵、投石兵、盾兵や弓兵として雇われた外国人の両方から成る。数の上から言えば、外国人兵士がアッシリア軍における最大の構成員であった。アッシュルバニパルの時代になると、弓兵は盾兵によって護衛されるようになった。投石兵の投石によって、敵が身を守るために盾を低く構えることに気を取られている間に、弓兵が矢を放って敵を殺した。包囲戦においても、技術者たちが防衛施設に対して前進する間に、敵の防衛兵を城壁から遠ざけるために矢が用いられた。
アッカド式、キンメリア式、そして自分たちの「アッシリア式」の弓など、様々な種類の弓がアッシリア人によって記録されている。しかしながら、これらは単に、少しずつ異なる強力な複合弓である可能性が高い。弓の性能によるが、弓兵は250～650メートルの射程を持っていた。戦闘では、莫大な量の矢が消費された。そのため、戦いに備えて大量の矢が生産された。軍の補給部隊とともに移動し、より多くの矢を生産できる設備も存在した。
ティグラト・ピレセル3世の時代には、歩兵部隊に槍兵も導入された。発掘された各種の浮き彫りにおいて、特別な青銅のうろこ鎧を身につけた歩兵の姿はまれである。その復元図からすると、うろこ鎧は、最も小さいものでも20ポンド（9kg）の重さがあったものと推定される。足首まで覆う鎧一組ともなれば、その金属と革の重さは倍加した。

## 戦略と戦術

### 戦術
偉大な主アッシュル神の命令のもと、余は嵐が接近するがごとく敵を急襲した。余は彼らを敗走させ、追い返した。余は敵の部隊を、投げ槍と矢で突き刺した。エラム王の最高司令官Humban-undashaと、貴族とともに・・・彼らの喉を羊のごとく掻き切った。馬具を点けるように調教された余の馬は跳ね回って、川に入るがごとく、湧き出る彼らの血の中へ入っていった。余の戦車の車輪は、血と汚物で汚れた。余は平原を、草が生えているがごとく戦士の死体で満たした。—センナケリブ

「歴史家の世界の歴史」より。アッシリアの歩兵の槍は短く、人の身長を超えることは、ほぼ、ない。騎兵の槍は相当長かったようだ。・・・柄はおそらく、現代のアラブにおける槍のように葦で作られたのではなく、堅い木でできていた。

アッシリアの正面攻撃は、敵が衝撃を受けて驚くように企画された。しかしながらそれは、時機が彼らに味方していないような時に用いられた戦術だった。
長い距離を歩き、疲れ果てたアッシュルの部隊は、呼びかけに応えることにさえ疲れていた。無数の険しい山々を歩いてまた歩いて、上り下りにとても骨が折れ、彼らの士気は反逆的にさえなっていた。余は彼らの疲労に対し、何の安らぎも、彼らの喉の渇きを癒やす水も与えられなかった。野営地を作ることも、防壁を作ることもできなかった。—サルゴン2世
上記の文書を残しているものの、サルゴン2世は才覚によって間一髪で危機を脱出した。彼はウラルトゥの敵軍に奇襲をかけ、その速度と不意打ちにより敵を敗走させた。戦闘があまりにもひどかったので、ウラルトゥの王は高官、知事、230人の王族、多くの騎兵と歩兵、そしてその首都さえも見捨てて逃げた。

### 全体の戦略

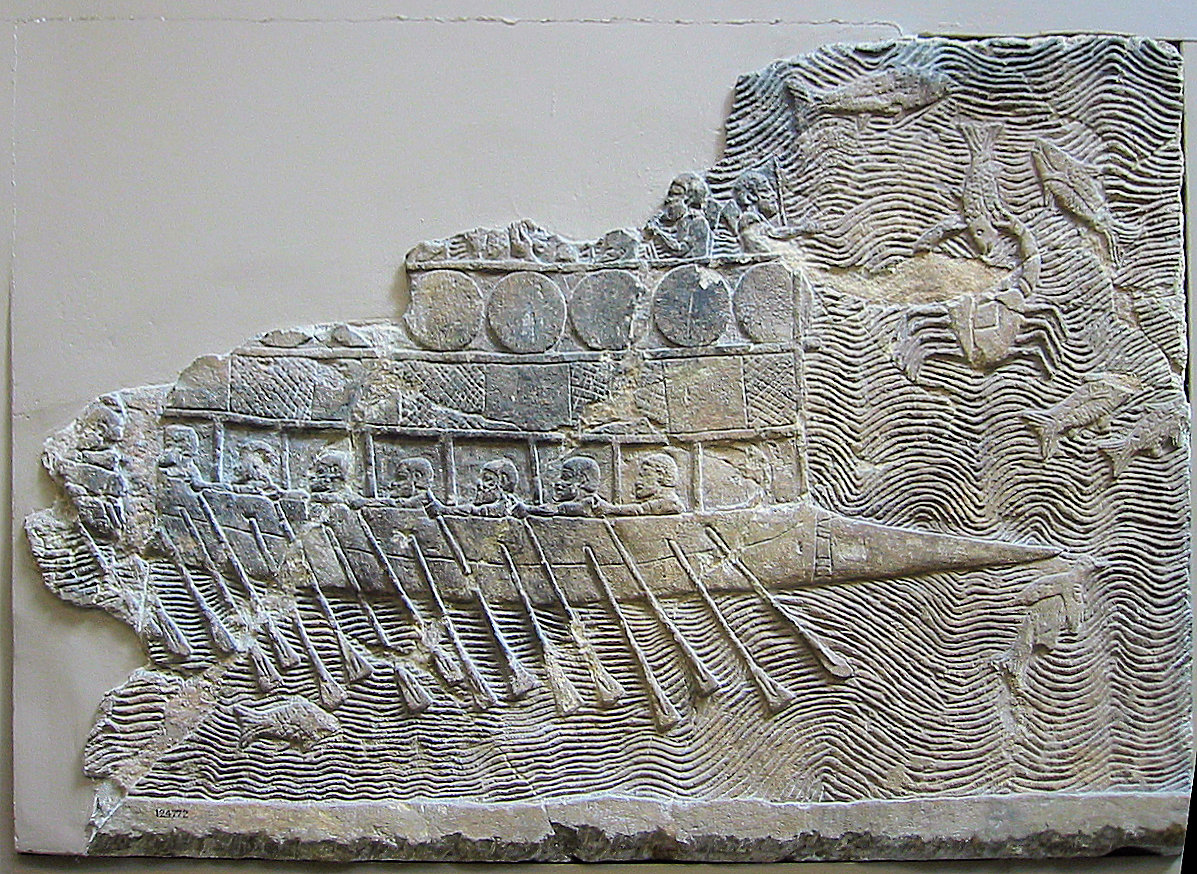
アッシリアの軍船。アッシリア人は馬や戦車、補給物資を川を渡して運ぶためにこれらの船を用いた。彼らは地中海へ何度も到達したが、肥沃な三日月地帯における反乱が、地中海へ乗り出す冒険の実施を阻んだ。

メソポタミアの自然は平らで肥沃である上に、天然の要害がなかった。これはすなわち、防衛作戦は問題外であったことを意味する。敵に対する決定的な攻撃だけが、攻撃されやすく価値のある場所の防衛へとつながった。「攻撃こそが最大の防御」というわけである。都市アッシュルとニネヴェは、ともに川に挟まれていた。ニネヴェは、比較的近くにティグリス川があり、これに守られていたが、その一方でアッシュルは、ティグリス川には近かったが、ユーフラテス川からはそれなりに離れていた。この結果、この二つの都市は、天然の防衛手段を利用した。だが、川は、断固たる軍の進行を止めるものではない。このため、攻撃して敵の戦争遂行能力を奪うことが、アッシリア人が生き延びるための最善の方法だった。この目的を達成するためにアッシリア人は、敵軍を壊滅させるための決定的な交戦を探し求めた。
植民地化：アッシリア人は、国外追放政策（下記参照）とも関連するが、彼ら自身の民を外国の地に送り、植民させた。第一の目的は忠実な勢力基盤を建てることだった。税、食料、兵士たちが本国同様の信頼度で提供されたか、あるいはそのように期待されたに違いない。加えて、彼らの存在は数え切れないほどの利益をもたらした。他国からの攻撃への抵抗、自国内の反乱への対応、そして属国のアッシリアへの忠誠を保証することによるアッシリアの州知事への支援、などである。
都市の破壊：アッシリア人が総力戦を行ったと想定することには慎重でなければならない。だが、アッシリア人が敵を弱体化させ、報復を要求する戦略の一環として、敵がその能力を取り戻せない、あるいは強化できないように、暴力的に都市を破壊したことが知られている。アッシリアのエラム征服について、アッシュルバニパルは次のように記している。
１か月と25日の行程で、余はエラムの土地を荒廃させた。余は、塩とsihluを撒いた・・・。スサ、Madaktu、Haltemashとその他の都市の塵を集め、アッシリアに運んだ・・・。余は人々の音、牛と羊の足音、喜びの叫びを、この地から消した。野生のロバ、ガゼル、あらゆる種類の平原の獣を、家にいる時のように横たえた。—アッシュルバニパル

## 心理的な戦争
アッシリア人は、敵を恐れさせることにより得られる利益を、十分に正しく理解していた。兵力を温存し、アッシリアが抱える多様な問題の解決に向けて素早く取り組むため、アッシリア人は喜んで敵の降伏を受け入れた。さもなければ、降伏を拒否する敵の意思を砕いた。このことは、彼らの攻撃戦略・戦術をある程度、説明するものである。

### 国外追放

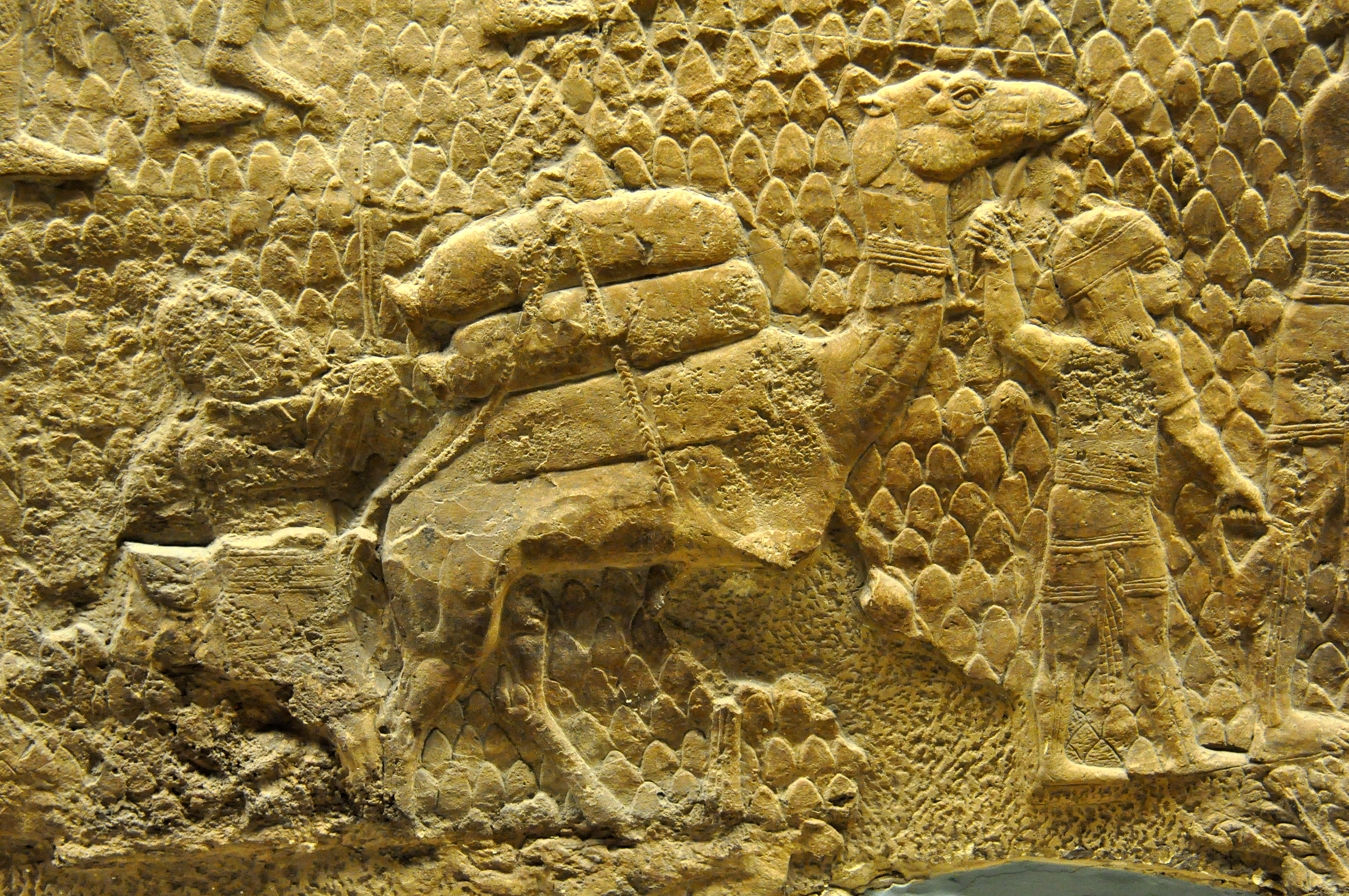
石膏の壁の浮き彫りの詳細。アッシリア軍によるラキシュの住民の国外追放を描いている。センナケリブの治世、紀元前700～692年頃。イラクのニネヴェ出土、現在は大英博物館収蔵。

ユダヤ人は、アッシリア人によって国外追放された数々の民のうちの一つであった。

国外追放を最初に行ったのがアッシリア人なのかどうかはわからない。だが、肥沃な三日月地帯を治めていた国家で、あれほどに大規模に実施したのは、彼らが初めてである。紀元前13世紀以降、アッシリア人は大規模国外追放を、反乱に対する処罰として実行し始めた。国外追放の目的には、（これらに限るものではないが）以下のものが含まれる。
1. 心理的戦争：国外追放の可能性は、人々に恐怖を与える
2. 統合（融合）：それぞれの地域における多民族の住民構成は、民族主義の感情を抑制し、帝国の運営を容易にする
3. 人的資源の維持：大量殺戮するよりも、奴隷や徴集兵として働かせる方が、アッシリアにとって利益がある

紀元前9世紀になると、アッシリア人は定期的に、何千人という民を他の土地へ国外追放するようになった。民を再配置しても再び反乱を起こした場合には、アッシリア本国における帝国の土台はむしばまれていった。結果としてアッシリアの国外追放は、ある敵の人口を、ある場所から別の場所へと移動させたにすぎないものとなったのである。以下は、アッシリア王によって実施された国外追放の例である。
- 紀元前744年：ティグラト・ピレセル3世がイランから、アッシリアとバビロニア国境のディヤーラー川沿いの地域へ65,000人を追放した
- 紀元前742年：ティグラト・ピレセル3世がシリアのハマーから東のザグロス山脈へ30,000人を追放した
- 紀元前721年：サルゴン2世が、イスラエルのサマリアから帝国中に27,290人を帝国中に四散させた（と主張している）。ただし、彼が王位を簒奪した前王シャルマネセル5世が国外追放を命じていた可能性もある。
- 紀元前707年：サルゴン2世が108,000人のカルデア人とバビロニア人を、バビロニア地方から追放した。
- 紀元前703年：センナケリブが208,000人をバビロンから追放した。

ティグラト・ピレセル3世が、何千人あるいは何万人という規模の追放を再導入した。追放は、植民政策にも関連づけられた。植民の詳細については、上記「全体の戦略」中の「植民地化」でも取り上げたとおりである。

### 反乱者への対処

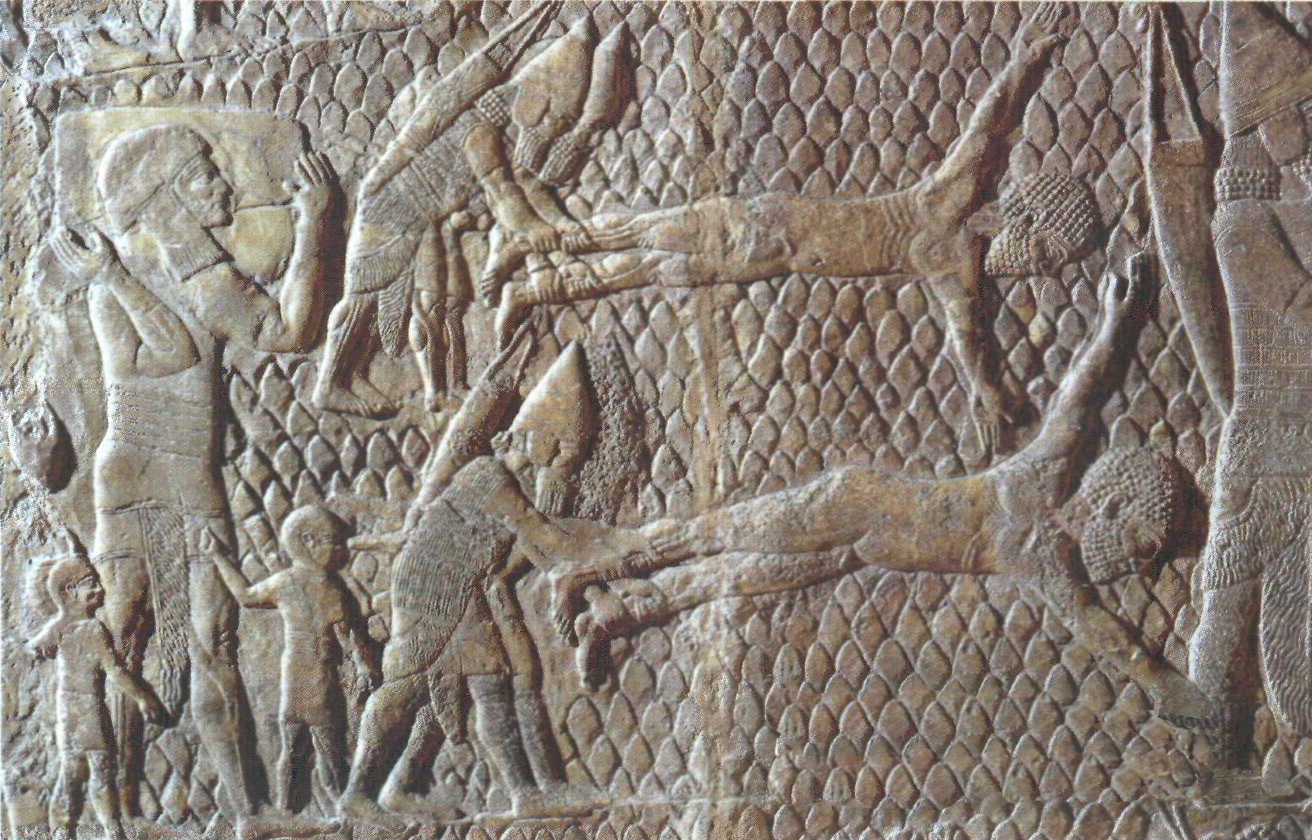
生きたままの捕虜の皮を剥ぐアッシリア人

アッシリア帝国内で反乱が起きた時はいつでも、アッシリアの王たちは必ず残酷に鎮圧し、反乱者を厳罰に処した（国外追放か残酷な処罰かの二者択一だった）。アッシュルバニパル2世は、二度と反乱を起こす気にならないよう、反乱すれば必ず残酷に鎮圧することをはっきりと示した。アッシュルバニパルは、ある時、反乱に対して出陣して鎮圧し、反逆者たちの皮を剥ぎ、串刺しにし、首をはね、生きたままに焼いたことを記録している。
余は3000人の兵を剣で倒した。余は捕虜の命を奪い、彼らの所有物、雄牛を奪った。余は多くの捕虜を焼いた。余は多くの兵を生け捕りにして、腕や手を切り、鼻や耳、手足をそいだ。多くの兵の目をえぐり取った。生きた者の山を築き、首の山も築いた。その首を街の周りの木に吊した。まだ10代の少年や少女を焼いた。余はその街を倒壊させ、壊し、滅ぼした。—アッシュルバニパル
アッシュルバニパルの残酷な処置は、反乱の鎮圧に効果があった。シリアに遠征した際には、多くの兵士をメソポタミアから移動させなければならなかったが、反乱により補給線が絶たれることを恐れる必要はなくなった。また、シリア北部の街々において行われた残虐行為の結果、その他の多くの小さな街が、ただちにアッシリア軍へと引き渡されている。このため、彼らは地中海に沿って南に行軍することができた。
アッシリア人は彼らの王を、アッシュル神の承認により統治しているものと考えていた。アッシュル神の最も謙虚な下僕に対する反乱は、アッシュル神そのものに対する反乱、そして神による破壊をもたらすのみであることを意味する。それゆえに、そのような残虐行為により神の栄光を讃えた。
他にも、レイプ、手足の切断による殺害、征服した都市の城壁へ首や腕、手、唇をさらす、杭の上に頭蓋骨や鼻をさらすなどの残虐行為が行われた。また、死体を積み重ねたり、切り刻んで犬に与えたりさえしたこともある。ある時には、盲目の人々が歩き回ってアッシリア人のことを語り、土地の人々の士気をくじいて恐れさせた。

## 包囲戦

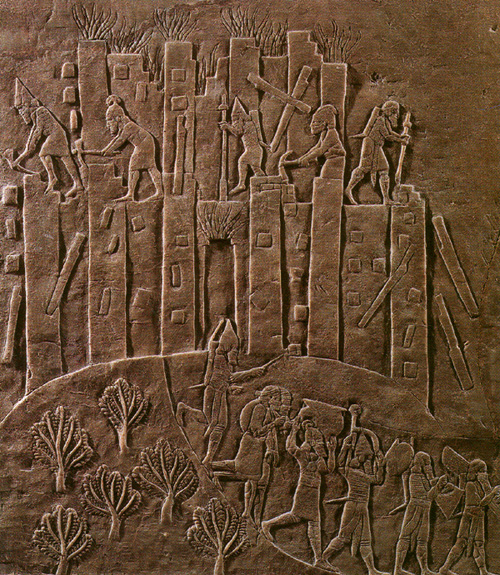
アッシリア人による略奪を受けるハマヌ。この浮き彫りには、紀元前647年に行われた、エラムに対するアッシュルバニパルの遠征が勝ち誇った様子で記録されている。アッシリア軍の兵士がつるはしとバールで街を破壊して戦利品を運び、街からは火の手が上がっている。

紀元前647年、アッシリア王アッシュルバニパルは、戦争中に街を平らにした。戦争では、スーサの人々が明らかに敵対した。1854年にオースティン・ヘンリー・レヤードがニネヴェで発掘した粘土板において、アッシュルバニパルは、エラム人がメソポタミア人に何世紀もの間侮辱してきたことへ報いる「復讐者」として描かれている。スーサへの包囲戦に成功した後、アッシュルバニパルはアッシリアによる報復について口述している。
スーサ、偉大にして聖なる都市、彼らの神々の住処、彼らの神秘の座。余はこれを征服した。余はその場所に入り、宝物庫を開けた。そこには銀、金、様々な品々と富が積まれていた・・・。余はスーサのジッグラトを破壊した。余は、その輝く銅の角を粉々に砕いた。余は、エラムの神殿を全て破壊し、彼らの神々や女神を風に撒いた。彼らのいにしえの王と最近の王の墓を完全に破壊して太陽の下にさらし、彼らの骨をアッシュルの地へと運び去った。余はエラムの各県を完全に破壊し、その土地に塩を撒いた。—アッシュルバニパル
メソポタミアの平原と肥沃な土地は、戦争に理想的だっただけでは止まらず、実際に戦争を引き起こした。あらゆる国からやって来た侵入者が、アッシリアの土地を欲した。北にはスキタイ人、西にはシリア人、アラム人、キンメリア人、東にはエラム人、南にはバビロニア人。実際、バビロニア人は、アッシリアの支配に対して飽くことなく反乱し続けた。これらの結果、戦車や騎兵が都市の住民を完全に圧倒することがないように、城壁が建設された。城壁の材料は、大抵は泥や粘土が用いられた。なぜなら、建築資材としての石は高価だったし、簡単・大量には入手できなかったからである。敵を倒すために、これらの都市は占領しなければならなかった。そのため、アッシリア人はすぐに包囲戦の技術を習得した。エサルハドンは、エジプトの首都エジプトを１日もかけずに占領したと主張し、残忍さと当時のアッシリア軍の包囲戦略技術を示している。
余は毎日、妨害を受けることなく、エジプト王にしてエチオピア王であるタハルカと戦った。彼は、全ての偉大な神に呪われている。余は矢尻で彼を５度打ち、決して回復することのない傷を負わせた。それから余は首都であるメンフィスを包囲し、坑道、城壁の一部破壊、はしごなどを用いて、半日でこれを征服した。—エサルハドン
包囲戦は、人員の面で高くつく。そして、力ずくで都市を奪うために攻撃が開始された場合は、さらに人員を消耗する。ラキシュの包囲戦では、少なくとも1500人を犠牲にし、ラキシュ付近に大量の墓が発見されている。アッシリアが常備軍を導入する以前においては、攻撃を受ける都市の最大の期待は、収穫のためにアッシリア軍が都市占領を諦め、畑に帰らなければならなくなることだった。しかし、ティグラト・ピレセル3世の改革によりアッシリアの最初の常備軍がつくり出されると、それにより、都市が降伏するまでいつまでも封鎖できるようになった。それにも関わらず、アッシリア人は、目標都市を包囲して長期封鎖するよりも、直接攻撃により都市を占領することの方を好んだ。占領が完了すると、アッシリア軍はその都市の住民を根絶するか、あるいは追放したが、この政策は諸都市の住民を恐れさせ、降伏へと導く効果があった。

### 包囲戦用の武器
最も一般的で、非常に安価な包囲戦の武器は、はしごである。しかし、はしごは倒されやすいので、アッシリア人は援護射撃として、敵に雨のように矢を降らせた。交代制で矢を射る弓兵を、盾兵が防御した。他には、敵の城塞の地下に坑道を掘って土台を崩すという方法がある。紀元前９世紀のアッシリアの浮き彫りには、はしごを用いて城壁をよじのぼる兵士が描かれているほか、槍を用いて城壁の下から泥と粘土をかき出している兵士もいる。城壁の下に一人の兵士が描かれていることは、基礎を崩して城壁を壊す作戦が用いられたことを示唆する。
破城槌（はじょうつい）は、包囲戦にあたってアッシリア軍に最も貢献したものの1つである。それは、戦車のような木の枠組みと4つの車輪からなる。小さな塔がついていて、その上には弓兵が乗り、装置が前進する間に援護射撃を行う。それが目的地に着いた時、その主要な武器である巨大な槍が、敵の城壁をたたき壊して砕くために用いられた。この兵器は、石の壁に対してはほとんど効果がないが、この地域では石以外の、例えば泥などの素材を用いて城壁が造られていたことには留意する必要がある。乾燥したものであっても、泥によって造られた城壁は、この兵器で攻撃できた。やがて城壁が強化されるようになったが、アッシリア人はより巨大な破城槌を作って対抗した。ついにそれは、先端に金属を付けた、大きくて長い丸太のようになった。より大きな武器による強打には、石で造られた城壁でさえ持ちこたえることができなかった。より大きな兵器は、より多くの弓兵を乗せることができた。火による攻撃から身を守るため（ラキシュの包囲戦では攻守両軍が火を用いた）、破城槌は濡れた動物の皮で覆われた。これらの皮は、戦いの最中に乾燥しても、いつでも再び濡らすことができた。
余は46の街を占領した・・・。破城槌を運べるまで（城壁付近の）坂を強固にし、歩兵の攻撃、坑道、城壁の破れた部分、攻城兵器を用いて。—センナケリブ
攻城塔については、城壁の前に川がある場合には、水に浮かぶものさえ用いられたことが記されている。

## 年表

### 紀元前2～3千年紀
- 紀元前2340～2284年　アッカドのサルゴンがメソポタミアの大半を征服する

- 紀元前1230年　ニネヴェが最盛期を迎える

### 紀元前9世紀
トゥクルティ・ニヌルタ2世による、最初の騎兵の使用例が記録される
- 紀元前883年　アッシュル・ナツィルパル2世が権力を握り、メソポタミア地方におけるアッシリアの版図を広げる

- 紀元前877年　アッシュル・ナツィルパル2世がアッシリア軍の部隊を率いて、地中海とレバノン山に初めて到達する

- 紀元前858年　シャルマネセル3世が、ビト・アディニを征服して属国にする

- 紀元前853年　アレッポを占領した後、シャルマネセル3世がカルカルの戦いで阻まれる

- 紀元前851年　シャルマネセル3世が、バビロンにおけるカルデア人の反乱を鎮圧する

- 紀元前849・845・841年　シャルマネセル3世が、三度にわたりシリアを攻めるが失敗に終わる

- 紀元前840年　シャルマネセル3世が、シリア征服に失敗する

- 紀元前832年　シャルマネセル3世がダマスカスを包囲するも、失敗に終わる

- 紀元前824年　シャルマネセル3世が没し、アッシリアが衰退期に入る

### 紀元前8世紀
- 紀元前780～756年　ウラルトゥ王アルギシュティ1世がアッシリアを支配。ウルミエ湖（オルーミーイェ湖）をウラルトゥに奪われる

- 紀元前745年　ティグラト・ピレセル3世が権力を握る。アッシリア軍の改革が行われる

- 紀元前744年　ティグラト・ピレセル3世により、大量のイラン人が国外追放される

- 時期不詳　ティグラト・ピレセル3世がバビロンを破る

- 紀元前743年　ティグラト・ピレセル3世がウラルトゥを決定的に破り、アルパドを包囲する

- 紀元前741年　アルパドが陥落する

- 紀元前734～732年　シリア・エフライム戦争。シリアとパレスティナの反乱が鎮圧される

- 紀元前732年、ダマスカスが陥落する

- 紀元前732年　バビロンの王位がカルデア人に簒奪された後、アッシリアによりバビロンが征服される。バビロン周辺の土地が、３年間に及ぶ戦争により荒廃した

- 紀元前724～722年　シャルマネセル5世がサマリアを包囲した後、占領する

- 紀元前721年　サルゴン2世の王位簒奪がサマリアの反乱を誘発させたが、すぐに鎮圧される

- 紀元前721年　サルゴン2世がバビロニアの反乱を破る

- 紀元前717～716年　サルゴン2世がカルケミシュを支配下に置き、北方における通商路を確保する

- 紀元前714年　サルゴン2世がウラルトゥに対して壊滅的な打撃を与え、ウラルトゥの戦闘能力を永久に奪う

- 紀元前713年　反アッシリア同盟の噂を受け、サルゴン2世が小アジアのタバルを占領

- 紀元前710～707年　バビロニアの新たな反乱が、サルゴン2世により鎮圧される

- 紀元前709年　サルゴン2世が送り込んだアッシリアの遠征軍が、フリギュアのミダース王に対し、講和条約を強いる

- 紀元前703年　センナケリブの即位のわずか1年後に、カルデアの支援を受けたバビロンが反乱し、鎮圧される

- 紀元前701年　センナケリブが、シリアとイスラエルを征服するために地中海沿岸を南下する。エジプトの援軍が撃退される一方で、激戦の末にラキシュが占領される。エルサレム包囲戦には失敗する

### 紀元前7世紀
- 紀元前694年　センナケリブがエラムを攻撃する。エラムは、アッシリア軍のいなくなったバビロンを攻撃した

- 紀元前693年　ディヤーラー川の戦い。アッシリア軍はエラムを強襲したが、バビロニア反乱の知らせを受け、やむなく撤退する

- 紀元前692年　ハルルの戦い。エラム人、バビロニア人、カルデア人、アラムとザクロスの諸部族の連合軍が、アッシリア軍を撃退する

- 紀元前691年　大損害の上に、センナケリブがエラムに勝利する。その上で、バビロンの反乱も鎮圧した

- 紀元前681年　センナケリブが2人の息子に殺される。別の子エサルハドンが争いを制してアッシリア王になる

- 紀元前679年　エサルハドンの軍が、キンメリアとスキタイの連合軍を破る

- 紀元前679年　エサルハドンの部隊がArzaniの街を占領し、エジプト国境に達する

- 紀元前676年　増大するイランの国力に対抗するため、エサルハドンが攻撃を開始する

- 紀元前675年　エジプトに攻撃するが、撃退される

- 紀元前671年　アッシリア軍による再度のエジプト攻撃が成功する

- 紀元前669年　メンフィスがアッシリア軍の略奪を受ける

- 紀元前668年　アッシュルバニパルがエサルハドンの跡を継ぐ。アッシリア王としてメソポタミア以外の地域において国境を広げるのは、彼が最後となる

- 紀元前665年　メディアに対する、10年に及ぶ遠征が始まる

- 紀元前665年　エラムがバビロンを攻撃するが、失敗に終わる

- 紀元前665年　エラムがバビロンを攻撃する。エジプトも同時にアッシリアに対して攻撃を開始する。アッシュルバニパルが編成した大軍により、エラムの攻撃は撃退される

- 紀元前663年　アッシュルバニパルがエジプトのメンフィスの包囲を解き、南のテーベを破壊する

- 時期不詳（あるいは紀元前655年か）　アッシュルバニパルがエラム軍を、ウライ川の向こう、スーサの平原まで追いやる

- 紀元前653年　メディアの侵入が、スキタイの攻撃により止まる

- 紀元前652年　アッシュルバニパルの兄、シャマシュ・シュム・ウキンが治めるバビロンが反乱する

- 紀元前651年　アッシュルバニパルがエジプトを諦め、エラムによる攻撃への対応に集中する。この頃から、アッシリア軍に疲弊の兆候が現れ始める

- 紀元前648年　バビロン陥落。バビロンは完全に破壊され、シャマシュ・シュム・ウキンは死亡

- 紀元前647年　スーサの戦い。アッシュルバニパルによりスーサが完全に破壊される

- 紀元前639年　アッシュルバニパルが、エラムの地を荒廃させる。エラム王朝はその後、復興することはなかった

アッシリアの滅亡
- 紀元前635年　紀元前651年以降、野放しだったエジプトがアシュドドを襲う

- 紀元前631年　アッシュルバニパルが死ぬ。以後、アッシリアの衰退が加速する

- 紀元前622年　ユーフラテス川の西側へアッシリアの遠征が行われた可能性があるが、アッシリアにおける記録の欠落は、アッシリアの敗北を示すのかもしれない

- 紀元前616年　紀元前626年にバビロン王となったナボポラッサルが、アッシリア軍をバビロニア地方から追い払う

- 紀元前615年　メディアがアッシリアに侵入。アラプハを占領する

- 紀元前614年　アッシリアの最初の首都だったアッシュルが、キュアクサレス率いるメディア軍によって略奪される

- 紀元前612年　ニネヴェの戦い。メディアとバビロニアの連合軍によって３か月包囲された後、ニネヴェが陥落、破壊される

- 紀元前609年　メギドの戦い。エジプトがアッシリアの救援を試みたが、失敗に終わる

- 紀元前609年　ハッラーンの陥落。新たにアッシリアの首都と定められていたハッラーンが、メディアとバビロニア軍の進撃により破壊される

- 紀元前608年　最後のアッシリア王、アッシュル・ウバリト2世の消息が絶たれ、ここに新アッシリア帝国は完全に消えた